# Ludwig Bledow
Ludwig Erdmann Bledow (ur. 27 lipca 1795 w Berlinie, zm. 6 sierpnia 1846 tamże) – niemiecki szachista XIX wieku, współzałożyciel Berlińskiej Plejady, z zawodu nauczyciel-matematyk. Potykał się z najsilniejszymi graczami swojej epoki, wygrywając partie m.in. z Bernhardem Horwitzem, Józsefem Szénem, Carlem Jänischem, Augustusem Mongredien, Adolfem Anderssenem oraz Henrym Thomasem Buckle. Redaktor Deutsche Schachzeitung (1846).
Bledow był również właścicielem słynnej biblioteki szachowej wykupionej później przez Bibliotekę Państwową w Berlinie.

## Mecze
- 1845 Breslau – mecz Bledow-Anderssen; zwycięstwo Bledowa 4.5/5 pkt.
- 1845 Berlin – mecz Bledow-Mongredien; zwycięstwo Bledowa 7.5/12 pkt.

## Znane partie
- Ludwig Bledow vs Paul Rudolf von Bilguer[1]
- Ludwig Bledow vs Tassilo Heydebrand und der Lasa[2]

## Publikacje
- Die zwischen dem Berliner und Posener Klub durch Correspondenz gespielten Schach-Partieen, Veit und Comp., Berlin 1843
- Die zwischen dem Berliner und Posener Klub durch Correspondenz gespielten Schach-Partieen, Schachverlag Mädler, Dresden 1997 (Nachdruck der Ausgabe Berlin 1843) ISBN 3-925691-19-7.
- Stamma’s hundert Endspiele, nach der Ausgabe von 1745 bearbeitet, übersetzt von L. Bledow und O. von Oppen, Berlin 1856